# 팔스타프 (오페라)

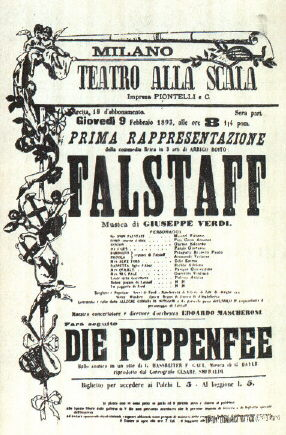

팔스타프(Falstaff)는 주세페 베르디가 작곡하고, 셰익스피어의 희곡 《윈저의 즐거운 부인들(The Merry Wives of Windsor)》을 기초로, 아리고 보이토가 대본을 작성한 3막의 오페라이다. 이는 베르디의 마지막 오페라로, 그가 살면서 지은 26개의 오페라 중에서 유일한 희극 작품이다. 또한 이는 셰익스피어의 희곡을 배경으로 작성한 베르디의 3번째 작품으로, 영어 희곡, 맥베스의 첫 번째 각색 작품처럼, 팔스타프는 푸가 양식인, 유명한 ""Tutto nel mondo è burla" (세상의 모든 것이 농담이로다)를 포함한다. 팔스타프는 셰익스피어의 《헨리 4세 1부》와 《헨리 4세 2부》에도 등장한다.
1893년 2월 9일 이탈리아 밀라노의 라 스카라 극장에서 초연되어 굉장한 성공을 거뒀다. 아이다와 오텔로 발표 직후의 거대한 인기만큼은 아니지만, 팔스타프는 그 세련됨과 멜로디의 창안으로 오랫동안 비평적인 총애를 받았다.

## 등장인물
존 팔스타프 경 - 늙고 뚱뚱한 기사바리톤
바르돌프- 팔스타프의 부하 테너
피스톨- 팔스타프의 부하 베이스
포드 - 부유한 시민 바리톤
앨리스 포드 - 포드의 부인 소프라노
앤- 포드 부부의 딸 소프라노
펜톤 - 앤의 구혼자 테너
카이우스- 의사로 또다른 앤의 구혼자 테너
피이기 부인 - 포드의 이웃 여자 메조소프라노
퀴클리 부인 - 카이우스의 하녀 알토

## 줄거리

### 1막
가터 여인숙
의사인 카이우스가 갑자기 들이닥쳐 팔스타프가 자신의 집에 침입해서 하인들을 두들겨 팼으며 팔스타프의 시종들인 바르돌포와 피스톨라가 자기에게 술을 먹이고 지갑을 훔쳐갔다고 몰아세운다. 팔스타프는 자신이 했다는 것을 인정하고 그의 두 시종들은 부인한다. 카이우스는 화를 내며 고발하겠다고 으름장을 놓다가 팔스타프의 욕설과 함께 쫓겨난다.
돈없는 빈털터리 뚱뚱보 기사 팔스타프는 재정문제를 해결할 방법을 모색하다가 윈저 거리의 부유한 부인들인 알리체 포드와 메그 페이지를 유혹할 계획을 세운다. 그는 두 부인들 모두에게 연애편지를 써 바르돌포와 피스톨라에게 전하도록 시킨다. 그러나 그들이 명예를 들먹이며 거절하자 팔스타프는 진정한 명예가 어떠한 것인지 일장 연설을 한 후 두 하인들을 쫓아낸다.
포드가의 정원
알리체 포드, 그녀의 딸 난네타, 메그 페이지와 퀴클리 부인이 한 자리에 모인다. 팔스타프에게서 받은 편지를 꺼내 보던 알리체와 메그는 그가 이름만 바꿔 같은 글을 보낸 것을 알게 되고 그에게 복수하기로 결심한다.
두 부인이 사라지면 포드씨가 카이우스, 바르돌포, 피스톨라와 펜톤 등 흥분한 남자 네 명과 함께 등장한다. 카이우스는 팔스타프에 대해 화를 내고 바르돌포와 피스톨라는 팔스타프가 부인을 유혹하려 한다고 경고를 한다. 난네타와 사랑에 빠진 젊은이 펜톤은 포드에게 그 계획을 설명한다.이로 인해 포드는 팔스타프의 계획과 모든 정황을 다 알게 된다.
알리체 포드, 난네타와 메그가 다시 등장하고 펜톤이 난네타를 발견한다. 모두가 무대를 떠난 후 난네타와 펜톤은 둘만의 짧은 시간을 가진다. 그 때 갑자기 등장한 여인들로 인해 둘의 밀회는 방해를 받는다. 펜톤은 몸을 숨기고 그들이 퀴클리 부인을 팔스타프에게 보내 알리체와의 밀회를 약속하기로 하는 것을 엿듣는다. 펜톤은 남자들이 나타나기 전 난네타와 잠깐 다시 만난다. 남자들 역시 나름대로의 복수를 계획하고 여자들과 남자들 양쪽 다 자신들의 계획을 구체적으로 짜기 시작한다.

### 2막
가터 여인숙
바르돌포와 피스톨라는 팔스타프에게 돌아가 잘못을 뉘우치는 척 한다. 퀴클리 부인이 도착한다. 그녀는 팔스타프에게 그를 향한 사랑으로 불타는 알리체가 남편이 없는 2시에서 3시 가이에 그를 찾아와 만나고 싶어한다고 전한다. 또한 그녀는 메그 역시 그를 사랑하고 있으나 그녀의 남편이 자주 집을 비우지 않는다고 한다. 팔스타프가 자신의 승리를 자축하고 있을 때 바르돌프가 또 다른 사람이 찾아왔다고 알린다.
그의 이름은 폰타나로 실상은 포드가 가명을 대고 찾아온 것이다. 그는 팔스타프에게 와인과 금을 주면서 알리체 포드를 사랑하고 있으나 그녀를 유혹하려는 자신의 노력이 모두 헛되었다는 말을 한다. 팔스타프가 먼저 성공하고 나면 자신이 유혹하기 더욱 쉬울 것이니 그녀를 얻기 위해 그의 도움이 필요하다고 말한다. 팔스타는 자랑스럽게 그녀의 바보 같은 남편이 없는 동안 밀회를 갖기로 이미 약속했다고 밝히면서 기꺼이 응한다. 그는 폰타나가 질투로 인한 분노로 야단을 치도록 남겨둔 채 사라진다. 멋지게 차려 입은 팔스타프가 다시 나타나고, 두 남자는 예의를 차리며 인사를 나눈 후 나간다.
포드 가의 어느 방
여자들이 팔스타프의 방문을 준비한다. 퀴클리 부인이 그가 오고 있는 중이라고 말하면서 그와 만났던 이야기를 한다. 알리체는 하인들에게 빨래 바구니를 가지고 오라고 시키고 나서 난네타가 울고 있는 것을 알아챈다. 그녀의 아버지가 의사인 카이우스와 그녀를 결혼시키려 하기 때문이다. 세명의 여자들은 질겁하고 알리체는 난네타에게 그런 일은 절대 없을 것이라고 안심시켜준다.
알리체가 류트를 연주하고 있을 때 팔스타프가 도착한다. 그는 자신이 날씬했을 때에는 노포크 공작의 수습기사였다고 자랑하면서 유혹하려고 한다. 그가 알리체를 껴안으려 할 때 퀴클리 부인이 급히 달려들어와 메그가 도착했다고 알린다. 팔스타프는 휘장 뒤에 숨는다. 메그는 알리체가 연인을 숨겨놓고 있다고 생각한 포드가 미친 듯이 화가 나서 집으로 돌아오고 있다고 거짓말을 한다.
그러나 포드는 진짜로 남자들을 이끌고 집으로 온다. 그는 빨래 바구니를 비우면서 곳곳을 수색하기 시작하고 카이우스와 펜톤, 바르돌포와 피스톨라는 온 집안으로 흩어진다.
겁에 질린 팔스타프는 메그에 대한 사랑을 말하면서 구해달라고 한다. 그녀는 그를 바구니 속에 집어 넣고 빨래감으로 그를 덮는다. 열띤 수색이 벌어지고 있을 때 난네타와 펜톤은 휘장 뒤에서 잠시 함께 있을 순간을 포착한다. 입맞춤 소리가 나자 포드는 알리체와 팔스타프가 숨어있다고 짐작한다. 난네타와 펜토는 동시에 그들의 사랑을 밝히고 메그와 퀴클리 부인은 팔스타프를 계속 숨기려 노력한다. 포드는 주위 상황을 정리한다. 휘장이 떨어지면서 젊은 연인들의 모습이 드러나자 화가 난 포드는 펜톤에게 나가라고 명령하고 계속 수색을 한다. 알리체는 하인들을 불러 빨래 바구니를 창 밖으로 던져버리라고 한다. 모든 사람들이 다시 모이고 한바탕 웃고 난 알리체는 포드에게 저 아래 템즈 강에 있는 사람이 누구인지 보여준다.

### 3막
여인숙에 돌아오기 전에 팔스타프는 우울한 기분으로 세상의 유감스러운 상태를 저주한다.

## 참고 문헌
The Opera Goer's Complete Guide, Leo Melitz 저작, 1921년 발간